# ناحیه سیکسو
ناحیهٔ سیکسو (به مجاری: Szikszói járás) یک ناحیه در مجارستان است که در بورشود-آبااوی-زمپلن واقع شده‌است. ناحیهٔ سیکسو ۳۰۹٫۲۵ کیلومتر مربع مساحت و ۱۷٬۵۰۷ نفر جمعیت دارد.